# Благородна Божинова
Благородна (Блага) Божинова Цветанова-Пелова е българска общественичка.

## Биография
Родена е през 1925 година в махалата Гега на петричкото село Игуменец в семейството на българи бежанци от Струмица. Баща ѝ е учител в Струмица и в петричките села Ключ и Скрът. Убит е от сръбските власти. Майка ѝ умира след една година от скръб и оставя след себе си четири сирачета, които израстват по сиропиталища. По майчина линия Божинова е близка родственица с ясновидката Ванга.
През 1947 година Благородна Божинова отива да учи в комунистическа Югославия, където се записва да следва в Скопския университет. След завършването на университета емисари на УДБ-а ѝ предлагат да се обяви за „македонка“ и да приеме югославско поданство, като остане да живее и работи в Югославия, но тя отказва. След влошаването на българо-югославските отношения, в резултат на резолюцията на Коминформбюро е арестувана по обвинение в шпионаж в интерес на България. Местена е по участъци и затвори и накрая е хвърлена в концлагера „Герово“ в Хърватия, където лежи 16 месеца.
След ХХ конгрес на КПСС през 1956 година и след затоплянето на отношенията между Югославия и СССР, на Божинова е разрешено да се завърне в България. Публикува поредица от спомени за югославските затвори и концлагери в списание „Пламък“, вестник „България“, вестник „Македония“ и други. В 1992 година излиза книгата ѝ „Изповед от Титовия „рай“, а през 1996 година публикува и второ, разширено издание на спомените си под заглавието „Жертвено поколение“, което е преведено и на английски.
Умира на 10 март 2000 година в София.